# Anton Rubtsov

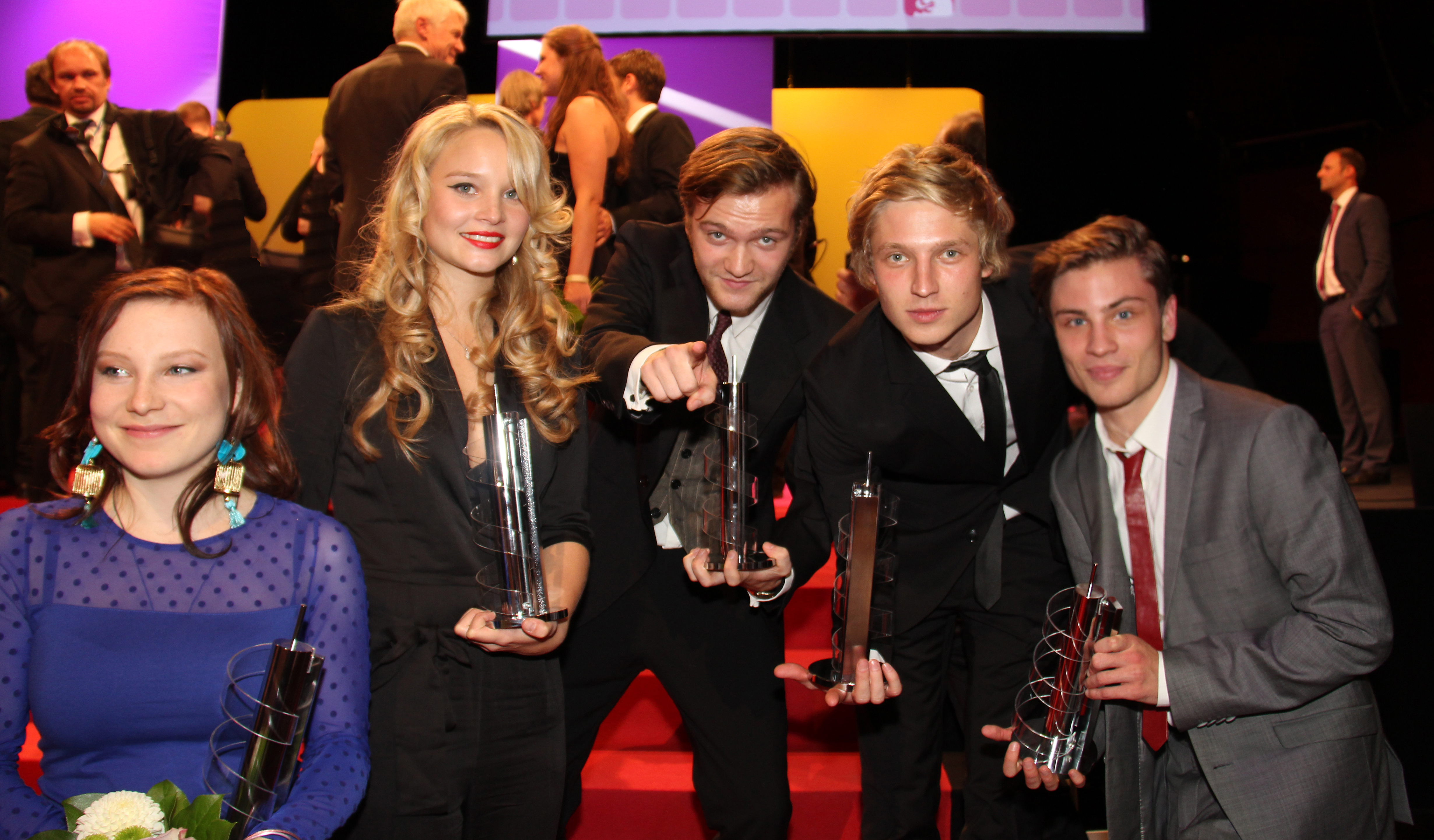
Anton Rubtsov (4. von links, 2. von rechts) beim Hessischen Film- und Kinopreis 2012

Anton Rubtsov (* 1987 in Tambow, Sowjetunion) ist ein deutscher Schauspieler.

## Leben
Anton Rubtsov, in Russland geboren und bilingual mit Deutsch und Russisch aufgewachsen, absolvierte von 2010 bis 2014 seine Schauspielausbildung an der Hochschule für Schauspielkunst „Ernst Busch“ in Berlin. Während seiner Ausbildung hatte er erste Theaterengagements am bat-Studiotheater Berlin (2012–2014) und an der Volksbühne Berlin am Rosa-Luxemburg-Platz (2012) in Berlin. Am bat-Studiotheater spielte er u. a. die Rollen Murk/Anna Manke in Trommeln in der Nacht und die Rollen Oliver/Amiens in Wie es euch gefällt (jeweils Spielzeit 2013/14). 2013 erhielt er für seine Mitwirkung in dem Stück Die fremde Frau und der Ehemann unter dem Bett (Regie: Axel Wandtke) nach Motiven von Dostojewskij an der Volksbühne Berlin den Ensemblepreis beim 24. Theatertreffen deutschsprachiger Schauspielstudierenden.
2014 wirkte er in der Theaterproduktion Your Lover Forever – Briefe an Goethe, einer Koproduktion zwischen dem Schauspiel Frankfurt und dem Kunstfest Weimar im Rahmen der Goethe-Festwoche 2014, mit. In der Spielzeit 2014/15 trat er als Gast am Schauspiel Frankfurt in den Rollen John/Tootles in Peter Pan auf. Im Sommer 2016 gastierte Rubtsov bei den Bad Hersfelder Festspielen als Zauberlehrling und Titelheld in dem Familienstück Krabat nach Motiven des Jugendbuchs von Otfried Preußler.
Seit 2011 übernahm Rubtsov auch Rollen in Film und Fernsehen. In dem Coming-of-Age-Film Mittlere Reife (2012) hatte er eine Nebenrolle, in der er einen erst kürzlich aus Russland eingewanderten Schüler spielte. Das Ensemble des Films erhielt 2012 beim Hessischen Filmpreis den Sonderpreis der Jury.
Im Tatort: Eine andere Welt (2013) war er in einer Nebenrolle zu sehen. Er spielte Lars von Hesseling, den Sohn eines Staatsanwalts, der gelegentlich mit Partydrogen dealt. In dem Märchenfilm Sechse kommen durch die ganze Welt (2014) hatte er eine der Nebenrollen, er spielte den starken Lukas.
Anschließend folgten Episodenrollen in diversen Krimi- und Serienformaten. In der ZDF-Krimiserie SOKO Leipzig (Erstausstrahlung: Januar 2016) spielte er einen tatverdächtigen ehemaligen Informatikstudenten, der über eine Handy-App verschiedene Frauen „datet“, um später bei ihnen einzubrechen. In der ZDF-Krimiserie SOKO Wismar (Erstausstrahlung: März 2016) war er der attraktive Sprachlehrer Chris Lehmann. In der Serie In aller Freundschaft – Die jungen Ärzte (Erstausstrahlung: Juni 2016) spielte Rubtsov in einer Episodenhauptrolle den Reiseblogger Bastian Westermann, der nach einem schweren Autounfall gemeinsam mit seinem Bruder Arthur (Benedikt Blaskovic), der ihm vorwirft, ihn bei der Pflege der kranken Mutter im Stich gelassen zu haben, ins Krankenhaus eingeliefert wird. In einer weiteren Episodenhauptrolle war Rubtsov in der ZDF-Serie Notruf Hafenkante (Erstausstrahlung: Dezember 2016) als schwuler Sohn der Polizeihauptmeisterin Claudia Fischer (Janette Rauch), der Opfer eines homophoben Angriffs wurde, zu sehen.
In der ZDF-Krimireihe Wilsberg spielte er in dem Fernsehfilm Straße der Tränen (Erstausstrahlung: November 2017) die Nebenrolle des Markus Appeldorn; er stellte den Sohn einer ehemaligen Kriminalpsychologin (Nina Petri), der bei den Eltern eines verschwundenen Mädchens jobbt, dar.
In der 7. Staffel der ZDF-Serie Letzte Spur Berlin (Ausstrahlung ab Februar 2018) übernahm Rubtsov eine dramatische Episodenhauptrolle als Leon Ott; er spielte den zunächst tatverdächtigen, und später verschwundenen Erzieher in einer Kindertagesstätte, in der es mehrfach zu sexuellem Missbrauch an Kindern kommt. In der Krimiserie Morden im Norden (Erstausstrahlung: April 2018) verkörperte er den Fahrradkurier Lennart Hofer, der sich als Psychologiestudent ausgibt, um mit Unterstützung seiner ahnungslosen Freundin die Patientinnen eines Psychiaters zu erpressen. In der 18. Staffel der ZDF-Serie SOKO Leipzig (2019) hatte Rubtsov eine Episodenhauptrolle als aus Russland stammender Geiselnehmer und Erpresser.
Im 11. Film der ZDF-Krimireihe Nord Nord Mord (Erstausstrahlung: Januar 2020) gehörte er in der Rolle des tatverdächtigen Paul Kleefeld zu einer Gruppe von militanten Tierschützern, die illegal nackt am Sylter Ellenbogen campen. In der vierteiligen Mini-Serie Die Toten von Marnow (2021) spielte Rubtsov den verlobten Polizeiermittler Sören Jasper und jungen Assistenten der Kriminalkommissarin Lona Mendt (Petra Schmidt-Schaller), der eine Affäre mit seiner Vorgesetzten beginnt. In der 22. Staffel der ZDF-Serie SOKO Leipzig (2021) übernahm er eine weitere Episodenhauptrolle als erfolgloser Künstler und Jugendliebe der Polizeiermittlerin Kim Nowak (Amy Mußul).
Rubtsov lebt in Berlin.

## Auszeichnungen
- 2012: Ensemblepreis beim Hessischen Filmpreis für Mittlere Reife
- 2013: Ensemblepreis beim 24. Theatertreffen Deutschsprachiger Schauspielstudierender für Die fremde Frau und der Ehemann unter dem Bett (Volksbühne Berlin am Rosa-Luxemburg-Platz)

## Filmografie
- 2012: Mittlere Reife (Kinofilm)
- 2012: Der Doc und die Hexe (Fernsehserie; Folge: Nebenwirkungen)
- 2013: Tatort: Eine andere Welt (Fernsehreihe)
- 2014: Blood Poem (Kurzspielfilm)
- 2014: Red Dogz (Kurzfilm)
- 2014: Sechse kommen durch die ganze Welt (Fernsehfilm)
- 2016: SOKO Leipzig (Fernsehserie; Folge: Hallo Sexy!)
- 2016: SOKO Wismar (Fernsehserie; Folge: Das Ende aller Träume)
- 2016: In aller Freundschaft – Die jungen Ärzte (Fernsehserie; Folge: Familienbande)
- 2016: Notruf Hafenkante (Fernsehserie; Folge: Stumme Angst)
- 2017: Eltern allein zu Haus: Die Schröders (Fernsehfilm)
- 2017: Wilsberg: Straße der Tränen (Fernsehreihe)
- 2017–2020: Dark (Fernsehserie, 7 Folgen)
- 2018: Letzte Spur Berlin (Fernsehserie; Folge: Kinderspiel)
- 2018: Morden im Norden (Fernsehserie; Folge: Liebesblind)
- 2018: Wir sind doch Schwestern (Fernsehfilm)
- 2019: SOKO Leipzig (Fernsehserie; Folge: Bewährungsprobe)
- 2019: Und wer nimmt den Hund?
- 2020: Nord Nord Mord: Sievers und die tödliche Liebe (Fernsehreihe)
- 2020: Deutschland 89 (Fernsehserie, 3 Folgen)
- 2020–2024: Badehotellet (Dänische Fernsehserie)
- 2021: Die Toten von Marnow (Fernsehserie, 4 Folgen)
- 2021: SOKO Leipzig (Fernsehserie; Folge: Abi-Jubiläum)
- 2023: Ein starkes Team: Kurierfahrt in den Tod
- 2023: Boom Boom Bruno
- 2023: Nord Nord Mord: Sievers und der Traum vom Fliegen (Fernsehreihe)
- 2024: Allein Zwischen den Fronten (Spielfilm, ZDF)
- 2024: Der Zürich-Krimi: Borchert und der Schuss ins Herz (Fernsehreihe)

## Theater
- 2016: Krabat bei den Bad Hersfelder Festspielen